# 茶淀站
茶淀站是一个津山铁路上的铁路车站，位于天津市滨海新区茶淀街道，建于1887年，目前为四等站，邮政编码为300481。目前客运：办理旅客乘降；行李、包裹托运；货运：办理整车货物发到；不办理危险货物发到。

## 重大事故
1976年7月28日凌晨3时06分，锦州铁路局锦州铁路分局山海关机务段的NY7型0017号机车，牵引由济宁站开往三棵树站的117次直快旅客列车从天津站正点出发，凌晨3时42分，当列车以100千米/小时的速度运行至津山铁路北塘站至茶淀站间的下行线K201＋600处时，火车司机发现前方信号机灯柱正在摇晃，同时感到机车剧烈地左右摇晃，并看见前方东南方向地平线出现大面积蓝色闪光，立即意识到是地震光，判定地震即将来临，随即对列车施行紧急制动，在制动过程中唐山大地震发生，强烈震动和路基变形使得117次直快旅客列车脱轨，造成七辆客车脱轨，压坏钢筋混凝土轨枕370根，所幸当时车速经过紧急制动已经降至很低，担当列车乘务的济哈第五包乘组全体人员和全列车740余名旅客没有伤亡，全部获救。